# La route est belle
Pour plus de détails, voir Fiche technique et Distribution.
La route est belle est un film français tourné en Grande-Bretagne en deux versions par Robert Florey en 1929 et sorti en 1930.

## Synopsis
Un chanteur, pauvre, amoureux de la mondaine à qui il a rapporté un collier perdu, bafoué par son rival, trouve l'occasion de remplacer au pied levé, le ténor célèbre qui tient le premier rôle. Engagé en Amérique, il gagne des millions, mais reste simple et passionné.

## Fiche technique
- Titre : La route est belle
- Réalisation : Robert Florey, assisté de  Claude Heymann et Jean Tarride
- Scénario : Pierre Wolff
- Adaptation et dialogue : Pierre Wolff
- Photographie : Charles Rosher
- Son : D.F Scanlon
- Montage : Louis Moan
- Musique : André Gailhard, Joseph Szulc, Philippe Parès, Georges Van Parys
- Production : Les Établissements Brauberger-Richebé
- Directeur de production : Roger Woog
- Format : Noir et blanc - 1,37:1 - 35 mm  - Son mono
- Genre : Film dramatique, Film musical
- Durée : inconnue
- Date de sortie : 
  - France : 24 janvier 1930

## Distribution
- Laurette Fleury : Huguette Bouquet
- André Baugé : Tony Landrin
- Tonia Navar : Mme de La Carrière
- Mady Berry : Mme Landrin
- Dorothy Dickson : Elle-même
- Léon Bary : le comte Armand Hubert
- Saturnin Fabre : le professeur Pique
- Serge Freddy-Karl : Jacquot
- Léon Belières : le fripier Samuel
- Pierre Labry : le client de la guinguette
- Pierre Athon : un marchand des quatre-saisons